# العلاقات السعودية الرواندية
العلاقات السعودية الرواندية هي العلاقات الثنائية التي تجمع بين السعودية ورواندا.

## مقارنة بين البلدين
هذه مقارنة عامة ومرجعية للدولتين:
| وجه المقارنة                                              | السعودية        | رواندا                                        |
| --------------------------------------------------------- | --------------- | --------------------------------------------- |
| المساحة (كم2)                                             | 2.25 مليون      | 26.34 ألف                                     |
| عدد السكان (نسمة)                                         | 33.00 مليون     | 12.21 مليون                                   |
| الكثافة السكانية (ن./كم²)                                 | 14.67           | 463.55                                        |
| العاصمة                                                   | الرياض، الدرعية | كيغالي                                        |
| اللغة الرسمية                                             | اللغة العربية   | اللغة الكينيارواندا، لغة إنجليزية، لغة فرنسية |
| العملة                                                    | ريال سعودي      | فرنك رواندي                                   |
| الناتج المحلي الإجمالي (بليون دولار)                      | 683.83 مليار    | 9.14 مليار                                    |
| الناتج المحلي الإجمالي (تعادل القوة الشرائية) بليون دولار | 1.69 تريليون    | 20.46 مليار                                   |
| الناتج المحلي الإجمالي الاسمي للفرد دولار أمريكي          | 20.48 ألف       | 697                                           |
| الناتج المحلي الإجمالي للفرد دولار أمريكي                 | 52.01 ألف       | 1.66 ألف                                      |
| مؤشر التنمية البشرية                                      | 0.837           | 0.483                                         |
| رمز المكالمات الدولي                                      | +966            | +250                                          |
| رمز الإنترنت                                              | .sa             | .rw                                           |
| المنطقة الزمنية                                           | ت ع م+03:00     | ت ع م+02:00                                   |

## منظمات دولية مشتركة
يشترك البلدان في عضوية مجموعة من المنظمات الدولية، منها:
| علم المنظمة | اسم المنظمة                               | تاريخ انضمام السعودية | تاريخ انضمام رواندا |
| ----------- | ----------------------------------------- | --------------------- | ------------------- |
|             | يونسكو                                    | 4 نوفمبر 1946         | 7 نوفمبر 1962       |
|             | البنك الدولي للإنشاء والتعمير             | 26 أغسطس 1957         | 30 سبتمبر 1963      |
|             | منظمة حظر الأسلحة الكيميائية              | ?                     | ?                   |
|             | الأمم المتحدة                             | 24 أكتوبر 1945        | 18 سبتمبر 1962      |
|             | مؤسسة التمويل الدولية                     | 18 سبتمبر 1962        | 6 نوفمبر 1975       |
|             | المركز الدولي لتسوية المنازعات الاستشارية | 7 يونيو 1980          | 14 نوفمبر 1979      |
|             | وكالة ضمان الاستثمار متعدد الأطراف        | 12 أبريل 1988         | 27 سبتمبر 2002      |
|             | الاتحاد البريدي العالمي                   | ?                     | ?                   |
|             | مؤسسة التنمية الدولية                     | 30 ديسمبر 1960        | 30 سبتمبر 1963      |
|             | منظمة الشرطة الجنائية الدولية             | 13 يونيو 1956         | ?                   |
|             | منظمة التجارة العالمية                    | 11 نوفمبر 2005        | ?                   |
|             | البنك الإفريقي للتنمية                    | 4 أغسطس 1963          | ?                   |
|             | الاتحاد الدولي للاتصالات                  | 7 فبراير 1949         | 12 ديسمبر 1962      |

## وصلات خارجية
- موقع وزارة الخارجية السعودية
- موقع وزارة الخارجية الرواندية